# Lee Roy Selmon
Lee Roy Selmon (Eufaula, Oklahoma, 20 de octubre de 1954 - Tampa, Florida, 4 de septiembre de 2011) fue un jugador profesional estadounidense de fútbol americano que se desempeñó en la posición de defensive end en la National Football League (NFL). Es miembro del Salón de la Fama del Fútbol Americano Profesional.

## Carrera
Selmon jugó como profesional nueve temporadas en Tampa Bay Buccaneers (1976-1984), equipo en el que se retiró.

## Reconocimiento
El 29 de julio de 1995, ingresó como miembro al Salón de la Fama del Fútbol Americano Profesional.